# 익스트림 NO. 13
《익스트림 NO. 13》(13)은 2010년 개봉한 미국의 스릴러 영화로, 2005년 개봉한 프랑스의 영화 《13 자메티》의 리메이크 작품이다.

## 줄거리
돈이 필요한 빈센트 페로는 우연히 고액의 일자리에 대한 정보를 얻고, 죽은 사람 대신 그 일에 참여하게 된다. 그 일은 외딴 장소에서 벌어지는 러시아 룰렛 게임이었고, 참가자들은 숫자로 불렸다. 부유한 관객들은 누가 살아남을지에 돈을 걸고, 빈센트는 13번 참가자로서 게임에 강제로 참여하게 된다.
각 라운드마다 총에 장전되는 실탄 수가 늘어나는 가운데, 빈센트는 운 좋게 살아남는다. 감옥에서 끌려온 다른 참가자 패트릭 제퍼슨은 자신의 후원자인 지미에게 도움을 청하지만 무시당한다. 대신 제퍼슨은 지미와 숨겨진 돈에 대해 협상한다. 빈센트는 최종 라운드에서 다른 한 명과 결투를 벌여 이기고, 거액의 상금을 얻는다. 제퍼슨은 지미를 속여 숨겨둔 돈의 위치가 적힌 가짜 지도를 넘기고, 진짜 지도는 불태워 버린다.
상금을 가지고 기차역으로 도망치던 빈센트는 경찰에 쫓기게 되자 돈을 쓰레기통에 숨긴다. 경찰 조사를 받은 후 돈을 되찾아 가족에게 보내고 여동생에게 줄 선물을 산다. 하지만 집에 가던 중, 빈센트는 룰렛 게임의 관객이었던 재스퍼에게 복수심과 돈을 빼앗으려는 목적으로 총에 맞는다. 재스퍼는 돈 가방을 들고 도망치지만, 가방에는 여동생 선물만 들어있었다. 빈센트는 죽기 직전 돈을 찾을 수 있는 단서를 삼키고 죽는다.

## 캐스팅
- 샘 라일리 - Vincent Ferro
- 미키 루크 - Patrick Jefferson
- 레이 윈스턴 - Ronald Lynn Bagges
- 제이슨 스테이섬 - Jasper Bagges
- 50 센트 - Jimmy
- 포레스트 그리핀